# Märzen
Märzen è uno stile di birra, della famiglia delle pale lager, le cui origini risalgono al XVII secolo. È una birra a bassa fermentazione, più forte di una lager comune, e necessita di temperature inferiori a 10 gradi durante il processo di birrificazione. 
Il suo nome deriva dal mese di marzo (in tedesco: März) perché era prodotta alla fine della stagione birraria. La legge bavarese del 1539 stabiliva che la produzione di birra era consentita soltanto tra le festività di san Michele, il 29 settembre, e di san Giorgio, il 23 aprile. Durante l'estate la produzione era vietata per il pericolo di incendi e alle caldaie di miscela veniva apposto un sigillo ufficiale. In assenza di refrigerazione artificiale, per evitare che la birra perdesse sapore e tenore alcolico, i mastri birrai bavaresi crearono questa birra più alcolica e luppolata, capace di conservarsi per circa sei mesi, in modo da resistere ai mesi estivi ed essere consumata in settembre-ottobre. Proprio per questo la Oktoberfestbier, la birra servita ogni anno all'Oktoberfest di Monaco, festa che si tiene a partire da metà settembre, è una Märzen.

## Descrizione
In Germania questo stile è spesso caratterizzato da un corpo tra il medio e il robusto, un sapore di malto, e una varietà di colori, solitamente compresi tra il marrone pallido e il marrone scuro.
In Nord America lo stile assume un aroma di luppolo più forte, ma non aggressivo, e un carattere più amaro. In Austria invece il termine märzen non indica uno stile così particolare, ma una birra che tende ad assomigliare alle helles quanto a colore, corpo e sapore: è la tipologia birraria austriaca più popolare.
Questo stile è anche conosciuto con altri nomi come Märzenbier, Festbier, Oktoberfestbier e Wiener Märzen.

### Caratteristiche
Secondo Deutscher Brauer Bund - tradotto dal tedesco
| Le Märzen sono classificate come "Strong Full Beer" da non confondersi con "Strong Beer". Le märzen, sia chiare che scure, come indica il nome, sono tradizionalmente prodotte in Baviera nel mese di marzo con un alto tenore alcolico affinché si conservino nei caldi mesi estivi. - Densità iniziale in gradi Plato: min. 13 °Plato - Oktoberfestbier min. 13.5 °Plato - Regione: prevalentemente Baviera e Baden-Württemberg - Classificazione: Full Beer - Titolo alcolometrico: 4.8% - 5.6% - Tipologia: Bassa fermentazione (lager) - Caratteristiche: Morbida, toni ambrati, corpo ricco e forte, amarezza del luppolo - Temperatura ottimale di servizio: 8 - 9° Celsius |

## Celebri märzen
Le märzen sono estremamente popolari in molti dei paesi che producono birra lager. Sono molti i birrifici del mondo che hanno nella propria gamma una märzen, dove viene prodotta come specialità di stagione, solitamente disponibile dall'autunno in poi. Tra le più popolari in Germania troviamo quelle prodotte dai sei birrifici autorizzati alla vendita nelle Festzelte dell'Oktoberfest, vale a dire:
- Augustiner: Oktoberfest Märzen (6,0% alc.)
- HB: Oktoberfestbier (6,3% alc.)
- Hacker-Pschorr: Oktoberfest Märzen (5,8% alc.)
- Löwenbräu: Oktoberfestbier (6,1% alc.)
- Paulaner: München Märzen (5,8% alc.)
- Spaten: Bräu Ur Märzen (5,9% alc.)
- EKU: Festbier (5,6% alc.)

Importanti anche la Aecht Schlenkerla (Rauchbier-Märzen) e la Ayinger Oktoberfest-Märzen.
Per quanto detto prima, bisogna ricordare che la disponibilità di queste birre è quasi sempre stagionale.